# Iridogorgia magnispiralis
Iridogorgia magnispiralis är en korallart som beskrevs av Watling 2007. Iridogorgia magnispiralis ingår i släktet Iridogorgia och familjen Chrysogorgiidae. Inga underarter finns listade i Catalogue of Life.